# 中國環保科技
中國環保科技控股有限公司，簡稱中國環保科技控股，以及中國環保科技（英語：China Environmental Technology Holdings Limited，港交所：0646），在2010年12月30日，由當時啟帆集團有限公司而去換取上市而來。

## 历史
現時業務是在中國內地經營环保技术和设备系统集成，城镇污水处理工程技术服务及授权使用相关环保技术。而原有業務包括從事車辆、机器、设备、零件等销售及工程服务等，也因為長期虧損，效益欠佳而在2012年5月30日起終止。
現時董事長為許中平，而首席執行官為張方洪。總部位於香港湾仔港湾道6-8号瑞安中心10楼1003-5室。

## 連結
- CETHL.com（页面存档备份，存于）